# Pietro Grasso
Pietro Grasso (ur. 1 stycznia 1945 w Licacie) – włoski prawnik, sędzia śledczy i prokurator, krajowy prokurator antymafijny, w latach 2013–2018 przewodniczący Senatu.

## Życiorys
Ukończył studia prawnicze, w 1969 rozpoczął pracę jako sędzia śledczy w Barrafrance. Został wkrótce zastępcą prokuratora w Palermo, pracował przy śledztwach związanych z nadużyciami władzy i przestępczością zorganizowaną. Prowadził postępowanie przygotowawcze w sprawie zabójstwa prezydenta Sycylii Piersantiego Mattarelli w 1980. W 1984 został sędzią zapasowym (na wypadek niemożności orzekania przez przewodniczącego składu w toku procesu) w tzw. Maksiprocesie, największym postępowaniu sądowym przeciwko mafii sycylijskiej z udziałem 475 oskarżonych.
W 1991 został doradcą w Ministerstwie Sprawiedliwości, w 1999 stanął na czele prokuratury w Palermo. W ciągu kilku lat działalności tymczasowo aresztowanych zostało blisko 1800 osób podejrzanych o przestępstwa związane z działalnością w mafii, w tym też okresie w sądach zapadło 380 wyroków dożywotniego pozbawienia wolności. 11 października 2005 Pietro Grasso stanął na czele urzędu krajowego prokuratora antymafijnego, zastępując Piera Luigiego Vignę.
W 2013 został kandydatem Partii Demokratycznej do Senatu w wyborach parlamentarnych, uzyskując mandat senatora XVII kadencji.
16 marca 2013 w czwartym głosowaniu został wybrany na przewodniczącego Senatu, pokonując m.in. swojego poprzednika Renato Schifaniego. 14 stycznia 2015 po rezygnacji Giorgia Napolitano z urzędu prezydenta Włoch przejął obowiązki głowy państwa. Wykonywał je do 3 lutego, kiedy to urząd prezydenta objął Sergio Mattarella.
W październiku 2017 wystąpił z Partii Demokratycznej i jej frakcji senackiej. W grudniu stanął na czele lewicowej koalicji Wolni i Równi. Ugrupowanie w wyborach z marca 2018 wprowadziło niespełna 20 przedstawicieli do obu izb parlamentu. Pietro Grasso utrzymał mandat senatora na XVIII kadencję. W tym samym miesiącu zakończył pełnienie funkcji przewodniczącego izby wyższej włoskiego parlamentu.